# Peter Becker (Verbandsfunktionär)
Peter Becker (* August 1946 in Hamburg) ist ein deutscher Bäckermeister. Er ist seit dem 18. Oktober 2008 Präsident der internationalen Bäcker-Vereinigung, Präsident des Zentralverbandes des Deutschen Bäckerhandwerks und war von 1999 bis 2009 Präsident der Handwerkskammer Hamburg.
Becker leitet seit 1981 seine Bäckerei und Konditorei Peter Becker.
1999 wurde er Präsident der Handwerkskammer Hamburg, 2000 Präsident des Zentralverbandes des Deutschen Bäckerhandwerks und Mitglied des Präsidiums, des Zentralverbandes des Deutschen Handwerks (ZDH). Seit 2001 ist er stellvertretender Präses des Verwaltungsrates der Haspa Finanzholding Hamburger Sparkasse und Vorsitzender des Aufsichtsrats der BÄKO Marken- und Service eG. 2003 wurde er stellvertretender Vorsitzender des Aufsichtsrates der Hamburger Sparkasse AG und Vorsitzender des Aufsichtsrates der BÄKO-Zentrale Nord eG. Seit 2006 ist er Mitglied des Aufsichtsrats der GHM – Gesellschaft für Handwerksmessen mbH. Er ist Aufsichtsratsmitglied der ReGe Hamburg.
1996 erhielt er von der Freien und Hansestadt Hamburg den „Großen Portugalesen“. 2006 erhielt er vom Zentralverband des Deutschen Handwerks (ZDH) das „Handwerkszeichen in Gold“ und von Bundespräsident Horst Köhler das Verdienstkreuz am Bande der Bundesrepublik Deutschland für sein langjähriges ehrenamtliches Engagement, 2016 die 1. Klasse.